# Coleal
Coleal es una localidad de la comuna de Coihueco, en la Provincia de Punilla, de la Región de Ñuble, Chile. Según el censo de 2002, la ciudad tenía una población de 531 habitantes.